# 巴斯鎮區 (伊利諾伊州梅森縣)
巴斯鎮區（英語：Bath Township）是位於美國伊利諾伊州梅森縣的一個行政鎮區。

## 地方資料
根據2010年美國人口普查的數據，巴斯鎮區的面積為186.10平方千米，當中陸地面積為173.00平方千米，而水域面積為13.10平方千米。當地共有人口796人，而人口密度為每平方千米4.28人。